# Impression au bloc de bois
Cet article concerne les techniques d'impression. Pour les estampes occidentales, voir xylographie. Pour la technique qui lui est liée, voir gravure sur bois. Pour les estampes japonaises, voir impression sur bois au Japon.
L’impression au bloc de bois est une technique d'impression de motifs, d'images et de textes largement exploitée dans l'Asie de l'Est et ayant pour origine la Chine, où elle a été utilisée dès l'antiquité comme méthode d'impression textile puis sur papier. Des exemples de production d'étoffes chinoises ont été conservés jusqu'à nous, remontant au moins au troisième siècle avant notre ère. L'impression au bloc de bois est très répandue pendant la dynastie Tang (VIIe siècle) et demeure la méthode d'impression de livres, de textes et d'images la plus utilisée dans l'Asie de l'Est jusqu'au XIXe siècle. Au Japon, l’ukiyo-e qualifie un célèbre type d'impression au bloc de bois pour estampe. Les Européens utilisent la technique de la gravure sur bois à partir du XVe siècle, ces productions sont appelées des xylographies ; certaines, très anciennes, les incunables tabellaires, sont par ailleurs également produites à la même époque.

## Description de la technique

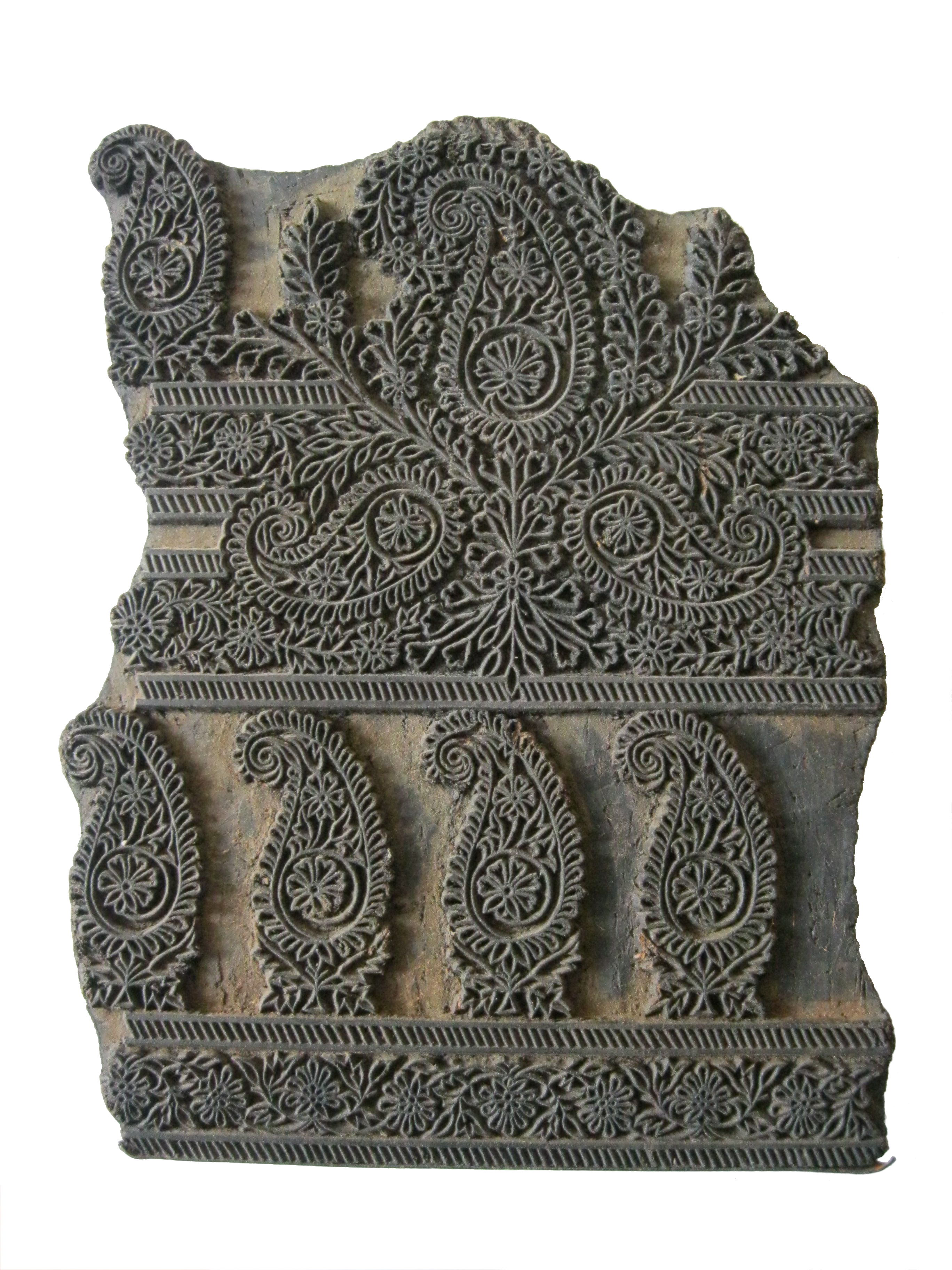
Bloc de bois sculpté destiné à l'impression textile, Inde, vers 1900, 22 x 17 x 8 cm.

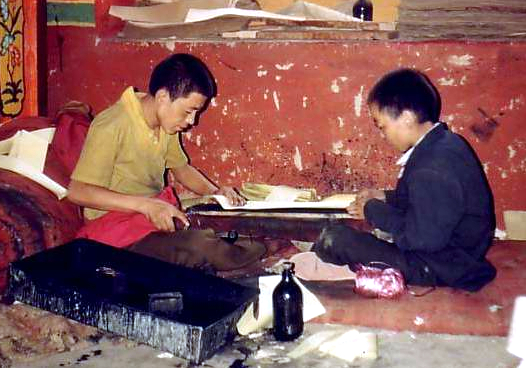
Moines bouddhistes du Tibet imprimant des écrits sacrés et utilisant la technique du frottage (1993, monastère de Séra).

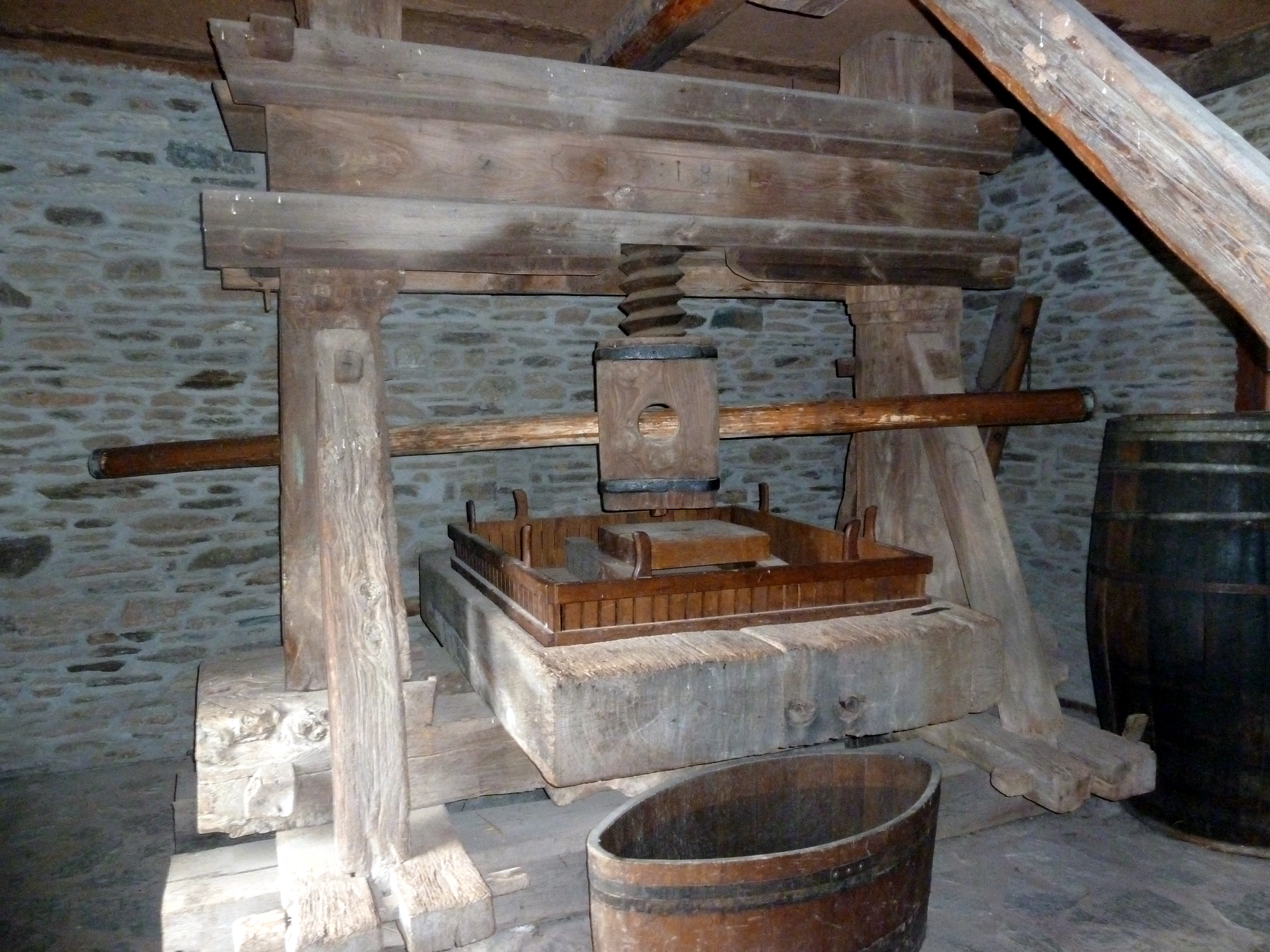
Vieux pressoir de la vallée du Rhin, Freilichtmuseum de Bad Sobernheim.

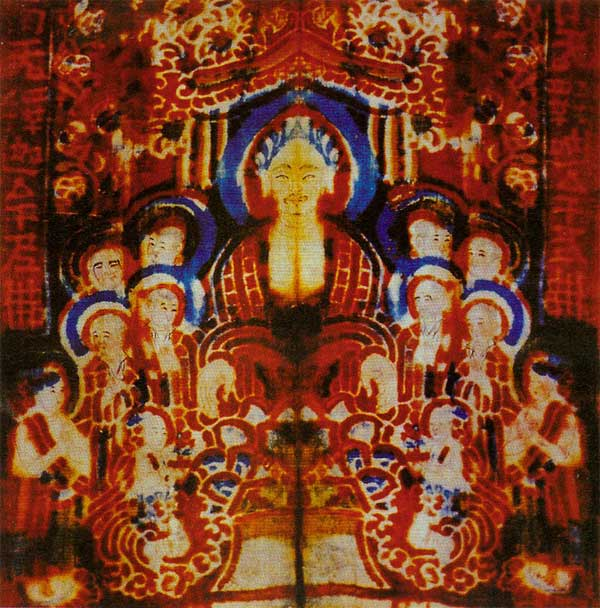
Représentation de Bouddha, impression au bloc de bois en couleurs sur soie, Xe siècle, Shanxi, Chine.

Dans un premier temps, on prépare la matrice, un morceau de bois qui, polie grâce à un matériau abrasif, doit présenter une surface plane. Sur cette surface on dessine un motif. On pratique alors la taille d'épargne qui consiste à ne garder que les contours du motif en creusant tout autour à l'aide d'outils (canif, gouge). Afin que le motif qui apparaît en relief puisse marquer le support ciblé (textile, papier), la surface doit être parfaitement plane. Le motif sculpté est en négatif ; il apparaît en positif une fois l'opération de l'impression activée. 
Le bloc de bois ainsi sculpté permet de produire des motifs de différentes couleurs. Il est possible d'utiliser un bloc de bois par couleur et de procéder à différentes impressions multicouches ou complémentaires. L'encrage est une opération délicate, reposant sur la composition des liquides destinés à l'impression, sur la nature des surfaces à imprimer. 
Il existe trois techniques principales d'impression : 

### Tampon
La surface à imprimer est posée sur un établi et le bloc, une fois recouvert d'encre ou de teinture, est pressé directement sur le support. Certains blocs possèdent une poignée au revers ; d'autres non. Le tamponnage nécessite parfois de frapper le dos du bloc de bois avec une masse, également en bois et recouverte de tissus, quand la simple force de la main qui exerce la pression ne suffit pas à marquer la surface ciblée. 

### Frottage par frotton
Le frottage par frotton consiste à poser la surface à imprimer (tissu, papier) par-dessus le bloc de bois, lequel repose simplement sur l'établi. Sur l'envers de la surface imprimable, on s'active avec divers outils : morceau de bois plat, brunissoir (par exemple, le dos d'une cuillère) ou coussinet en cuir. Une fois l'opération achevée, on soulève délicatement la surface imprimée et on la fait sécher.

### Presse
Par cette technique mécanique, la pression est répartie de manière égale sur les surfaces et elle s'exerce à la fois sur le support à imprimer et la matrice. Une première forme de presse consiste à poser des masses (pierre, bloc de métal) par-dessus le support et la matrice. La deuxième forme de presse consiste à agir sur l'ensemble qui se trouve comme pris en étau ; en Europe, le détournement de la presse à vis sans fin utilisée dans un pressoir, dans le but d'imprimer des motifs, remonte au XVe siècle.

### L'impression en couleur
L'impression au bloc de bois en couleur sur textile remonte à la dynastie Han, sur papier, les traces sont plus récentes, elles remontent au XIVe siècle. Les premières impression de ce type en Europe n'apparaissent qu'en 1508, probablement produites par Lucas Cranach l'Ancien, et dont la technique est appelée chiaroscuro. Auparavant, les estampes sont rehaussées à la main, au pinceau ou à l'aide d'un pochoir.
La couleur est utilisée abondamment dans la production imprimée en Chine ; un sutra du Diamant remontant à 1341 présentant des passages en noir et en rouge, a été trouvé au temple de Zifu. Le plus ancien livre chinois imprimé avec plus de deux couleurs s'appelle le Chengshi moyuan (程氏墨苑), il date de 1606. Cette période représente le sommet de l'art du livre imprimé en couleur chinois. En 1633, l'éditeur et artiste Hu Zhengyan publie le Manuel de peinture et calligraphie de l'atelier des Dix Bambous (Shizhuzhai, 十竹齋), suivi en 1679, par les premières éditions du Jieziyuan Huazhuan (Précis de peinture du Jardin du grain de moutarde).
Au Japon, vers 1760, la technique du nishiki-e permet de produire des estampes en couleur à partir de différents blocs de bois. D'une manière générale, l'Europe et le Japon imprime les illustrations de leurs ouvrages en noir, la couleur étant réservée à des productions individuelles, des feuilles tirées à part et d'un certain niveau artistique. En Chine, au contraire, la couleur abonde dans les ouvrages, servant même à produire des motifs érotiques.

### Essences d'arbres utilisées en Chine
En 1896, un diplomate britannique mène une enquête sur les essences d'arbre utilisées par les artisans chinois produisant des blocs sculptés à des fins d'impression. Dans le district de Wuchang réputé pour la qualité de ses productions, on y préfère le Pyrus communis, le poirier commun (dit veng li mu), courant dans la région mais restant onéreux. On lui préfère pour des raisons de coûts, l’Eucommia ulmoides, l'arbre à gomme, une espèce endémique appelée tu chung mu. Du côté du Jiangsu, on exploite le yin hsing mu, identifié comme étant le Salisburia adiantifolia, très proche du Ginkgo biloba. Une espèce de buis (boxwood, buxus) appelé huang yang mu, est exploitée dans le Sichuan.

## Histoire de l'impression au bloc de bois

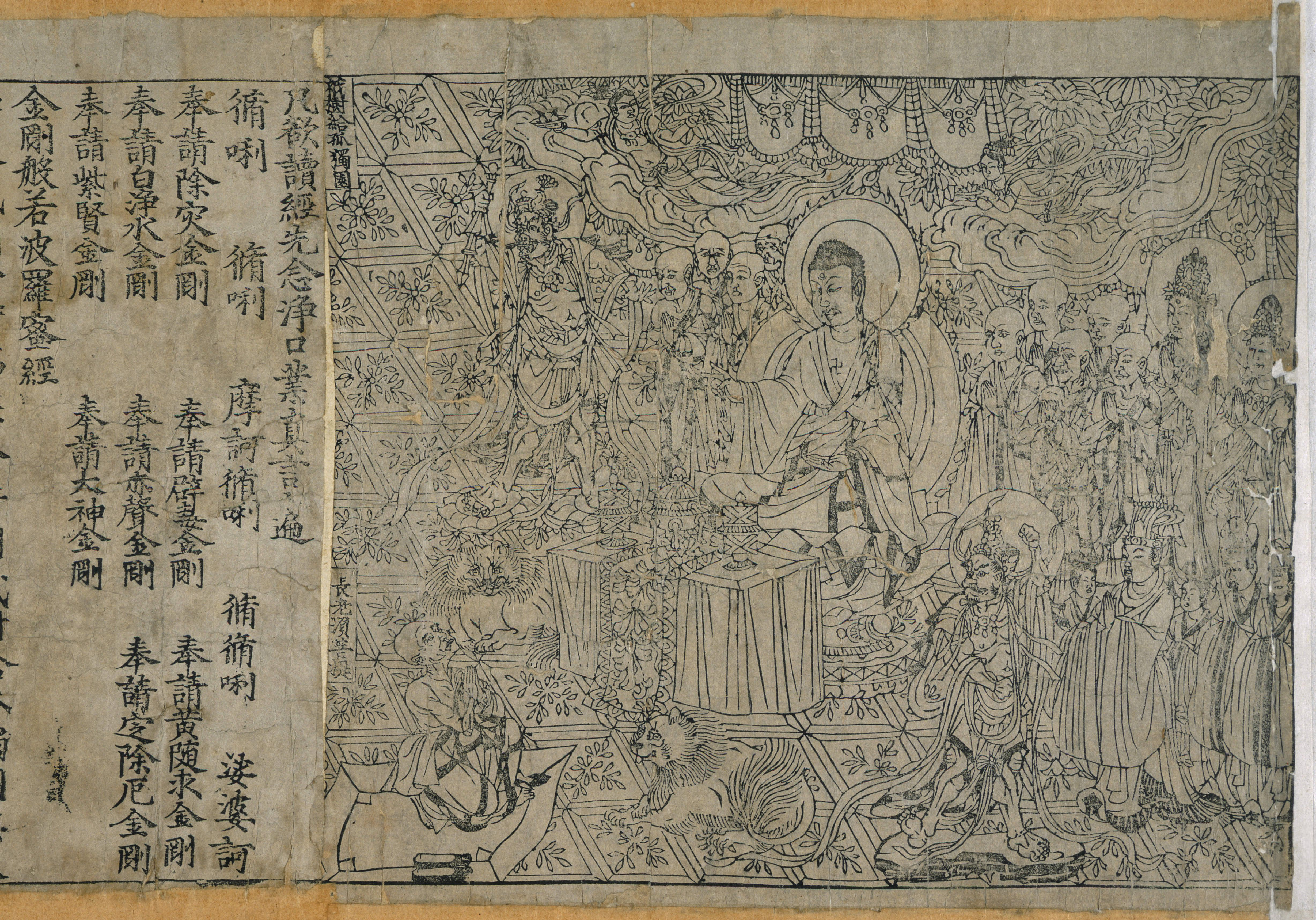
Frontispice du Sutra du Diamant produit sous la dynastie Tang en 868 (British Library), le plus ancien livre imprimé du monde.

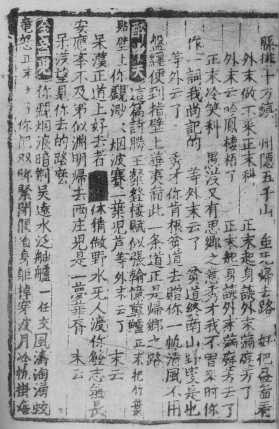
Dynastie Yuan (1279-1378) : impression tirée d'un seul bloc de bois, il s'agit d'une pièce de théâtre.

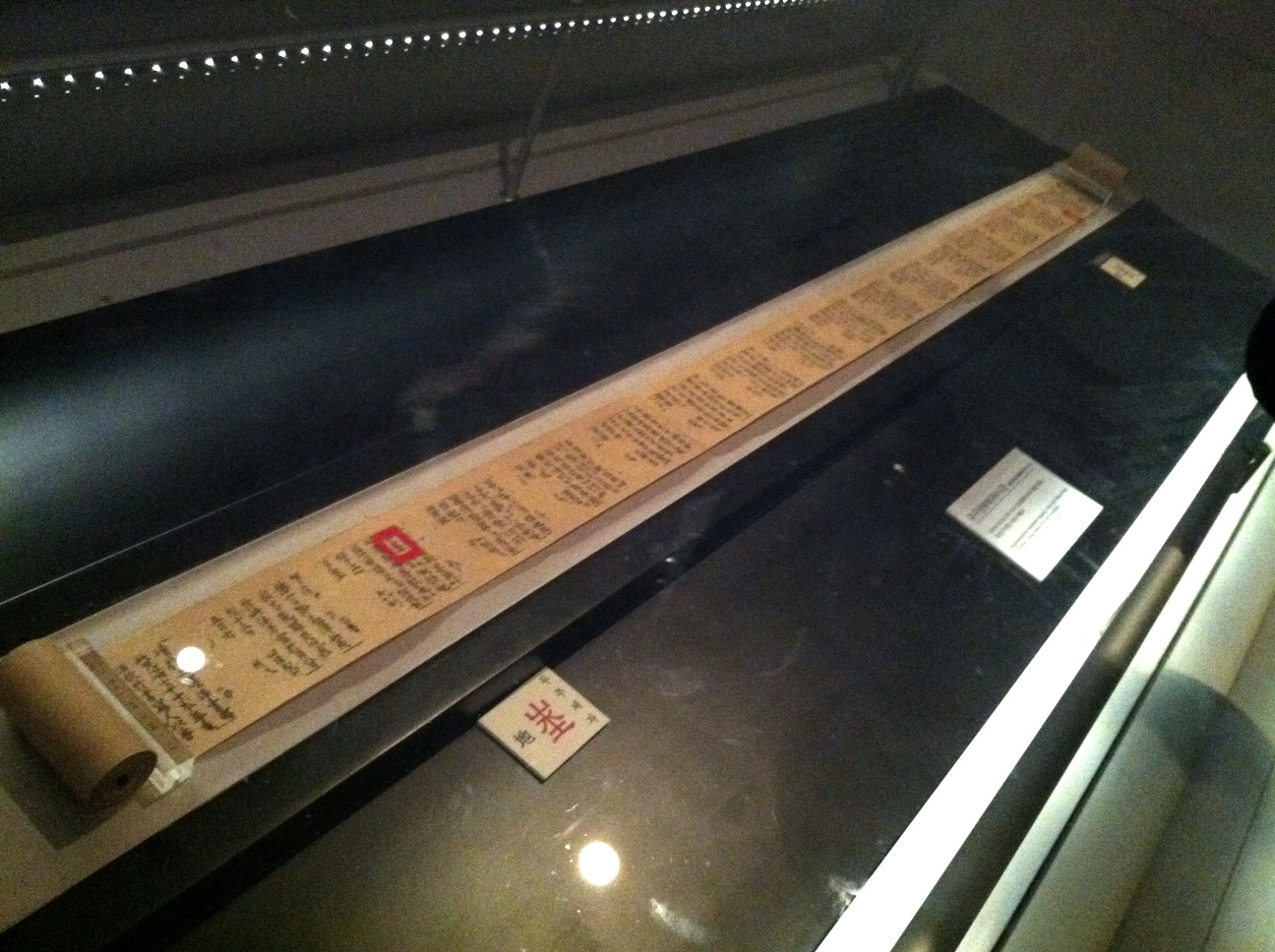
Réplique du Grand Sūtra dharani exposée au musée national de Corée.

Cette technique est ancestrale, le concept remonte à la haute antiquité (au plus tôt, 4 000 avant notre ère) puisqu'on a découvert sur des sites archéologiques des sceaux-cylindres et des tampons, par exemple en stéatite, reliés à diverses civilisations comme la Mésopotamie, l'Égypte ancienne, l'Indus, des artefacts qui permettaient de produire des motifs de manière répétitive par pression sur une matière molle (argile, cire). Au contraire de la pierre, le bois est à la fois fragile et putrescible ; cependant, pour des raisons pratiques, il présente l'avantage de pouvoir être creusé et sculpté plus facilement, et posséder une masse inférieure.

### Des origines en Asie
Les plus anciennes traces d'impression au bloc de bois nous sont parvenues de Chine et le sont sur de la soie. Elles représentent des fleurs imprimées en trois couleurs différentes, et l'exécution fut produite sous la dynastie Han (vers 220 avant notre ère), et retrouvées en 1900 dans un dépôt préservé situé dans les Grottes de Mogao, scellées depuis le XIe siècle,. Le transfert sur papier est sans doute effectif dès cette époque puisque ce matériau existe. En effet, sous les Han, naît également l'estampage, une technique de reprographie qui permet de transférer le texte sculpté dans la pierre des stèles directement sur papier,. Le chinois Bi Sheng invente, vers 1041-1048, des caractères idéogrammes mobiles en porcelaine et en argile, technique appliquée à des blocs en bois deux siècles plus tard : mais du fait qu'il fallait plusieurs milliers de blocs pour construire une page de texte (jusqu'à 40 000), la technique ne supplanta pas la conception de matrices comportant du texte et des images sur un même bloc. Au XIIIe siècle, la typographie à caractère mobile sur bois passe en Corée. 
Au Xe siècle, la technique de l'impression de texte au bloc de bois appelée tarsh se retrouve dans l'Égypte musulmane, il s'agit d'amulettes comportant des sourates issues du Coran, qui se font plus rares vers le XIVe siècle,. Également à partir du Xe siècle, en Inde cette fois, les blocs de bois sculptés sont utilisés pour l'impression de textiles, dont la cotonnade et la soie ; ces productions seront largement exportées vers l'Europe quelques siècles plus tard.
Que ce soit en Chine, en Corée ou au Japon, le pouvoir central prend très tôt en charge la régulation et la diffusion de cette technique pour des raisons politiques, religieuses et économiques.

### Premiers livres imprimés en Chine et en Corée
Sous la dynastie Tang (618-907), l'impression au bloc de bois est utilisée pour l'impression de textes sacrés relatifs au bouddhisme (sūtra), ces objets sont appelés banhua. Du fait de cette technique monobloc, les canons sont rapidement fixés et ce, de manière relativement stable. Le plus ancien artefact de ce type a été découvert en 1974 durant des fouilles effectuées dans le Xi'an, il s'agit d'un sūtra dharani imprimé à partir d'un bloc de bois sur un papier de chanvre et datant de 650-670. Un autre document a également été découvert à cet endroit, le sūtra Saddharma pundarika, imprimé vers 690-699.
L'un des plus beaux exemples d'impression sur papier par cette technique est le Grand Sūtra dharani datant de 704-751, découvert en 1966 à Bulguksa en Corée du Sud. Le texte bouddhique a été imprimé sous la période de Silla unifié sur une bande large de 8 centimètres et longue de 6,30 mètres. Le support est un papier fabriqué à partir de broussonetia papyrifera (« mûrier à papier »).
Le plus ancien livre imprimé du monde date de 868, il s'agit d'un rouleau produit en Chine long de près de 4,90 mètres et contenant le texte du sūtra du Diamant. Il a été découvert en 1907 par l'archéologue Aurel Stein dans les grottes de Mogao près de Dunhuang, et est conservé à la British Library. Cet ouvrage montre une grande maîtrise de l'art de l'impression et de l'agencement texte-image. Il se termine par un colophon précisant : « Fait [de manière à] être conçu pour une distribution gratuite universelle par Wang Jie pour le compte de ses deux parents au 13e jour de la 4e lune de la 9e année de Xiantong » [11 mai 868].
Le Tripitaka, l'ensemble du canon bouddhique, est imprimé en Chine au Xe siècle, soit 130 000 pages, produites entre 1080 et 1102. Les premiers livres imprimés prenaient la forme de rouleaux, mais d'autres formats existent. Le premier, intitulé Jingzhe zhuang consiste en une bande pliée en accordéon. Vers l'an 1000, le « pliage papillon » apparaît ; deux pages étaient imprimées sur une seule feuille, repliée l'une sur l'autre, de façon à opposer les deux faces imprimées. Les pages pliées étaient ensuite reliées ensemble de façon à former un codex, et en feuilletant, alternaient pages imprimées et pages vierges. Au XIVe siècle, un procédé inverse se développe : cette fois, le pliage oppose les pages vierges, le livre relié ne laisse apparaître que des pages imprimées. Le système de reliure des cahiers se faisait au départ avec de la colle, puis de mince cordelettes permirent de maintenir l'ensemble d'un seul bloc. Seuls des volumes relativement petits (juan) ont été reliés, et plusieurs de ces cahiers étaient insérés dans une couverture appelée tao, entre deux planches de bois ; on trouve aussi un système de fermoir, constitué d'une boucle et d'un piquet. Par exemple, le Tripitaka complet représente 6 400 juan rassemblés en 595 tao,.

### Le Japon et l'impression au bloc de bois
Au Japon, vers 770, l'impératrice Kōken ordonne la production au bloc de bois pour les temples de plus d'un million de copies du sūtra dharani, glissée chacune sous la forme d'un rouleau à l'intérieur d'une petite pagode en bois, opération que traduit bien son nom en japonais, Hyakumantō Darani (百万塔陀羅尼, « un million de tour-pagodes »).
Curieusement, la Japon ne semble pas imprimer de livres séculiers suivant cette technique avant 1590 ; il s'agit d'un dictionnaire chinois-japonais. Bien que des jésuites portugais débarquent à Nagasaki vers 1549 avec une presse typographique, on sait que quand l'armée de Toyotomi Hideyoshi fait saisir en 1593 une presse en Corée, cela a une bien plus grande influence sur la production d'ouvrages dans ce pays. En 1597, Tokugawa Ieyasu fait faire la première presse à caractères japonais mobiles du pays à partir de blocs de bois, et non de métal. Il coordonne la production de plus de 100 000 caractères destinés à imprimer des ouvrages politiques et historiques. En effet, la production de caractère en métal coûtaient beaucoup plus cher et nécessitait plus d'énergie que le bois. En 1598, à partir d'une presse coréenne utilisant un jeu de caractère en métal, avait été fabriquée une édition des Entretiens de Confucius, sur les ordres de l'empereur Go-Yōzei. Mais le métal s'avéra par ailleurs inadapté au rendu du script manuaire japonais, le bois étant beaucoup plus tendre et donc pratique. En 1640, l'impression au bloc de bois s'est généralisée au Japon. Apparurent alors de nombreux éditeurs. Les prix baissèrent à mesure que la production augmentait, couvrant de nombreux domaines : littérature, pièce de théâtre dont le bunraku, guide de voyage, manuel pratique, kibyōshi (satire), sharebon (conte grivois).
Sous l'époque d'Edo (1603-1868), sont également produites les « images du monde flottant », appelées ukiyo-e, qui vont se multiplier grâce à l'impression au bloc de bois. Ces estampes vont avoir une grande influence sur les artistes occidentaux à partir du milieu du XIXe siècle.

### Diffusion en Eurasie

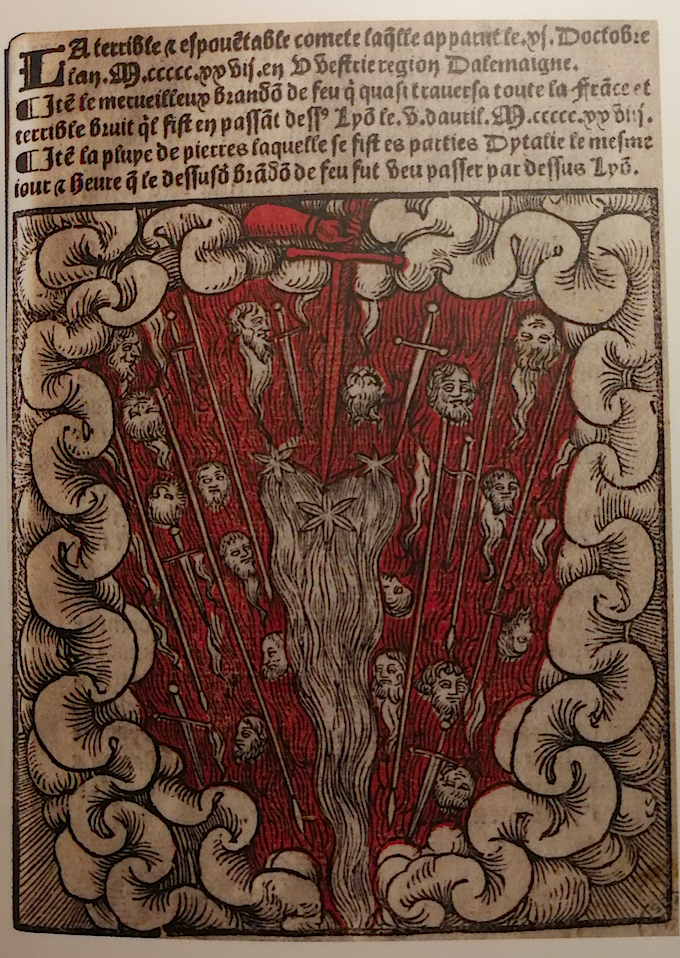
La Terrible et Espouventable Comete (vers 1530), pièce gothique imprimée au bloc de bois, rehaussée au pinceau (Aix-en-Provence, bibliothèque Méjanes).

L'on sait que l'impression au bloc de bois est connue des Byzantins mais seulement pour décorer certains textiles. Par ailleurs, l'Égypte de l'an 1 000 fabrique des feuillets imprimés reproduisant des versets coraniques. Des voyageurs-ambassadeurs, entre autres le flamand Guillaume de Rubrouck puis le vénitien Marco Polo, eurent des contacts avec la civilisation chinoise. Il est possible, que vers 1300, l'Europe découvre par ces échanges le concept de l'impression au bloc de bois ainsi que le secret de la fabrication du papier, cependant, aucune trace ne permet d'affirmer avec certitude qu'on commence à y produire des artefacts par ce biais avant le début du XVe siècle.

### L'Europe duXVesiècle

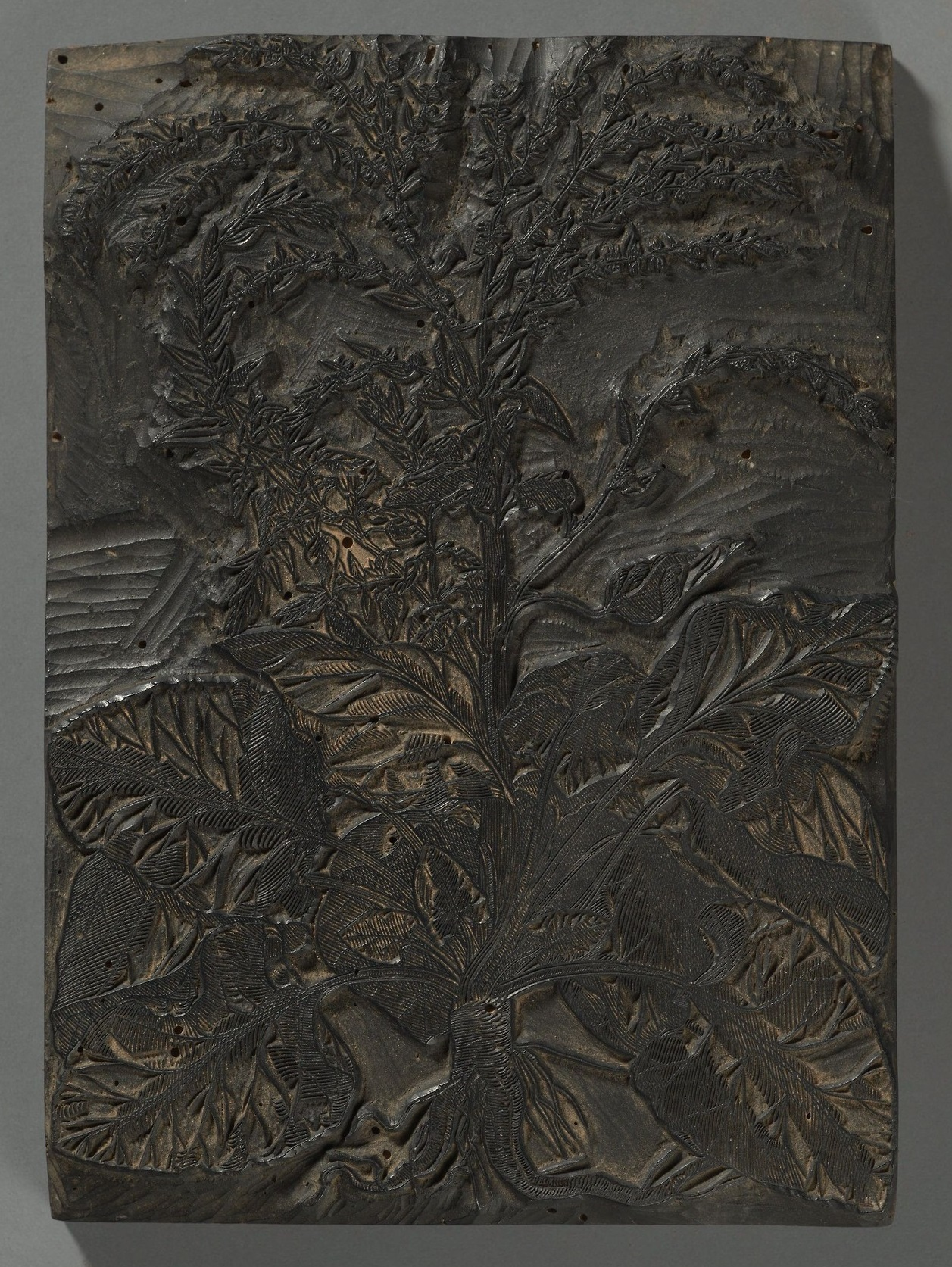
Matrice de bois utilisée pour De I discorsi nelli sei libri di Pedacio Dioscoride anazarbo, de Pierandrea Mattioli (1501-1577) daté de vers 1561 (Houghton Library).

Dans l'état actuel des connaissances,, on estime qu'au début du XVe siècle, peut-être en Italie du Nord, la production de textile à motifs imprimés, de papier et l'art de sculpter le bois se conjuguent pour donner naissance à des images identiques reproduites à plusieurs exemplaires : sans être un produit populaire, la production et la diffusion s'accélèrent, favorisant l'expansion de ce dispositif de multiplication. La technique est celle du bloc de bois sculpté, encré puis pressé sur du tissu et du papier. Les motifs représente des images religieuses, souvent votives, mais aussi des cartes à jouer. Parmi ces productions émergentes, l'estampe joue un rôle non négligeable. Les institutions monacales produisaient et vendaient des estampes. La plupart des artisans sont restés anonymes. La qualité est inégale, mais s'y distingue, aux côtés de l'imagerie populaire, l'estampe de vieux maître. Et très peu d'exemplaires tirés ont été conservés. 
Les blocs de bois européens travaillés pour imprimer du tissu, du cuir et du papier sont appelés des xylographies. Vers 1450-1460, sont produits les impressions tabellaires, comportant des feuilles imprimées à partir d'une seule planche de bois incluant des images et du texte ; organisés en cahiers, elles donnent naissance à de petits fascicules illustrés. Le mode de production est la presse à bras, la pression doit être légère, et les couleurs sont appliquées manuellement. De son côté, la presse typographique perfectionnée par Johannes Gutenberg et ses disciples à Mayence, se concentre surtout sur la production de textes organisés sous la forme de codex. Vers la fin du XVe siècle, la demande en illustrations explose, elle alimente des ouvrages mais aussi des « pièces gothiques », simple feuille imprimée au recto annonçant des nouvelles, des chroniques, des faits.

## Autres usages et développements

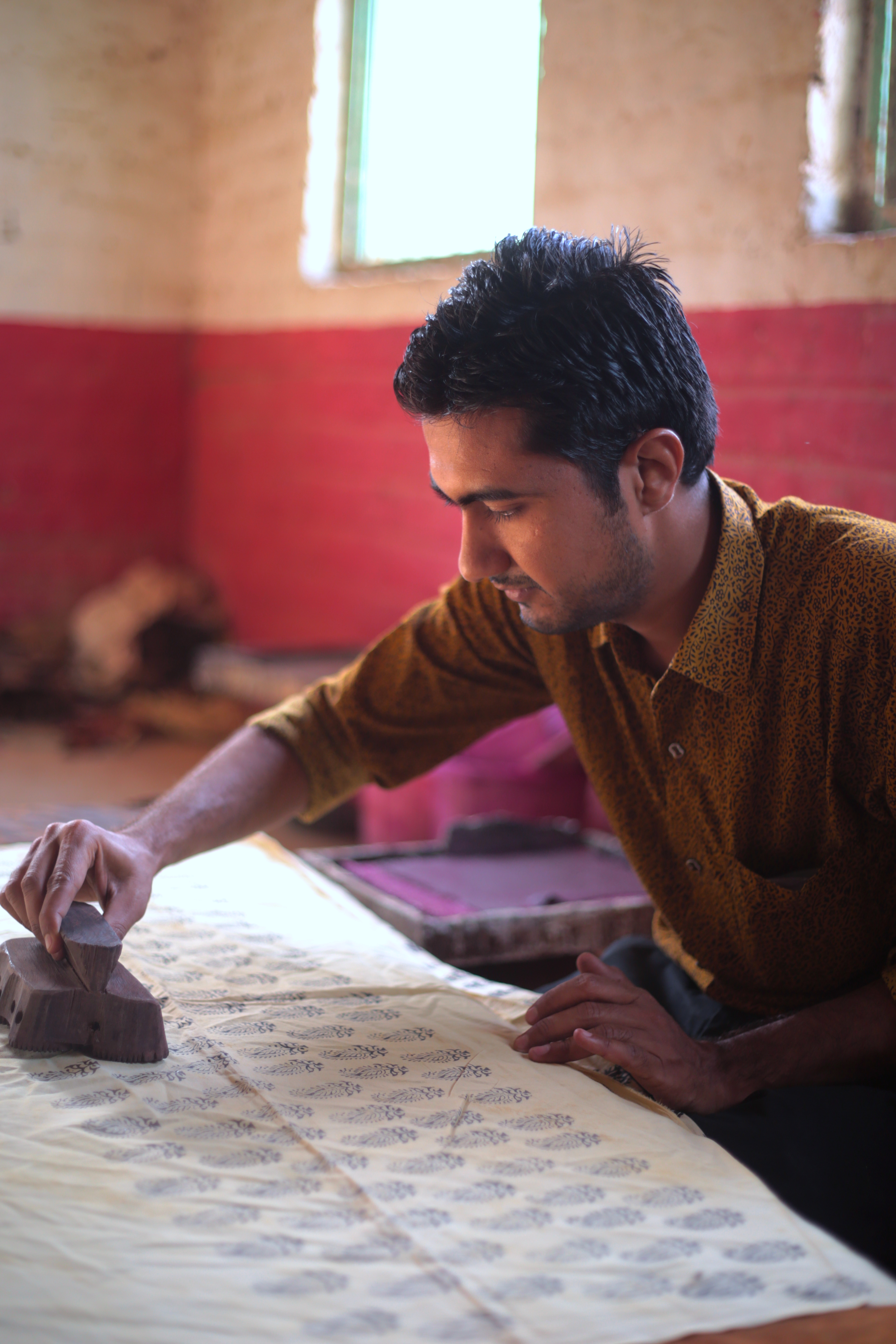
L'artisan Mohammed Khatri, tamponnant de nos jours un textile avec un bloc de bois muni de sa poignée — Bagh, Madhya Pradesh, Inde.

L'impression au bloc de bois perdure de nos jours dans des domaines aussi variés que le textile, le cuir et le revêtement mural. 
Cette technique a été régulièrement revalorisée en Occident, notamment à la fin du XIXe siècle, pour privilégier les productions répétitive de qualité et de petit ou moyen format. William Morris, tenant du mouvement art and craft, produisit de nombreux modèles et motifs destinés à la décoration qu'il faisait produire par le biais de blocs de bois gravés. Durant tout le XIXe siècle, une grande partie du « papier peint » est produit suivant cette technique. De même, les premières grandes affiches utilisant un lettrage important reprennent des matrices en bois, beaucoup plus pratiques que les poinçons en métal (et quasiment impossible à produire avec le procédé lithographique). 
En Inde, mais pas seulement, de nombreux artisans continuent à fabriquer des textiles imprimés à partir de cette technique.